# Klaus Wanger
Klaus Wanger (ur. 24 lutego 1941 w Schaan) – liechtensteiński polityk i menedżer, w latach 2001–2009 przewodniczący Landtagu.

## Życiorys
Z wykształcenia dyplomowany ekonomista. Od 1978 do 1988 pełnił funkcję wiceprezesa banku centralnego Liechtensteinische Landesbank. Pracował też m.in. w przedsiębiorstwie Hovalwerk, w latach 1983–1999 był jego dyrektorem zarządzającym. Od 1999 do 2003 wchodził w skład zarządu grupy Hoval.
Działacz Postępowej Partii Obywatelskiej (FBP), w latach 1982–1986 pełnił funkcję wiceprzewodniczącego partii. W latach 1978–1982 był zastępcą członka parlamentu, a od 1993 do 2009 wykonywał mandat posła do Landtagu. W latach 2001–2009 sprawował urząd przewodniczącego tego gremium.
Odznaczony Wielkim Krzyżem z Brylantami Orderu Zasługi Księstwa Liechtenstein (2003).